# Port de Hambantota
Le port de Hambantota est un port situé au Sri Lanka à Hambantota. Il a ouvert le 18 novembre 2010 et sa construction a démarré en janvier 2008. Son coût est de 360 millions de dollars, et a été financé à hauteur de 85 % par la banque d'exportation et d'importation de Chine. 
À la suite de difficultés financières importantes, le port est cédé à China Merchants Port Holdings en 2016. Le 28 juillet 2017, le premier ministre Ranil Wickremesinghe annonce que le port est loué à la Chine pour une période de 99 ans, la perte de souveraineté soulève alors une vague de contestation.